# Yame
Yame (Japans: 八女市, Yame-shi) is een Japanse stad in de prefectuur Fukuoka. In 2015 telde de stad 65.492 inwoners. 

## Geschiedenis
Op 1 april 1954 werd Yame benoemd tot stad (shi). In 2006 werd de gemeente Joyo (上陽町) toegevoegd aan de stad. In 2010 werden de gemeenten Kurogi (黒木町), Tachibana (立花町) en de dorpen Hoshino (星野村) en Yabe (矢部村) toegevoegd aan de stad.
Steden:
Asakura · Buzen · Chikugo · Chikushino · Dazaifu · Fukuoka (hoofdstad) · Fukutsu · Iizuka · Itoshima · Kama · Kasuga · Kitakyushu · Koga · Kurume · Miyama · Miyawaka · Munakata · Nakagawa · Nakama · Nogata · Ogori · Okawa · Omuta · Onojo · Tagawa · Ukiha · Yame · Yanagawa · Yukuhashi

Districten:
Asakura · Chikujo · Kaho · Kasuya · Kurate · Mii · Miyako · Mizuma · Onga · Tagawa · Yame
Gemeenten per district